# Helen Allingham

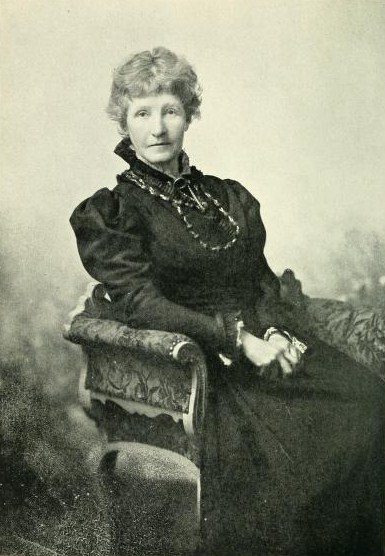
Foto van Helen Allingham, 1903

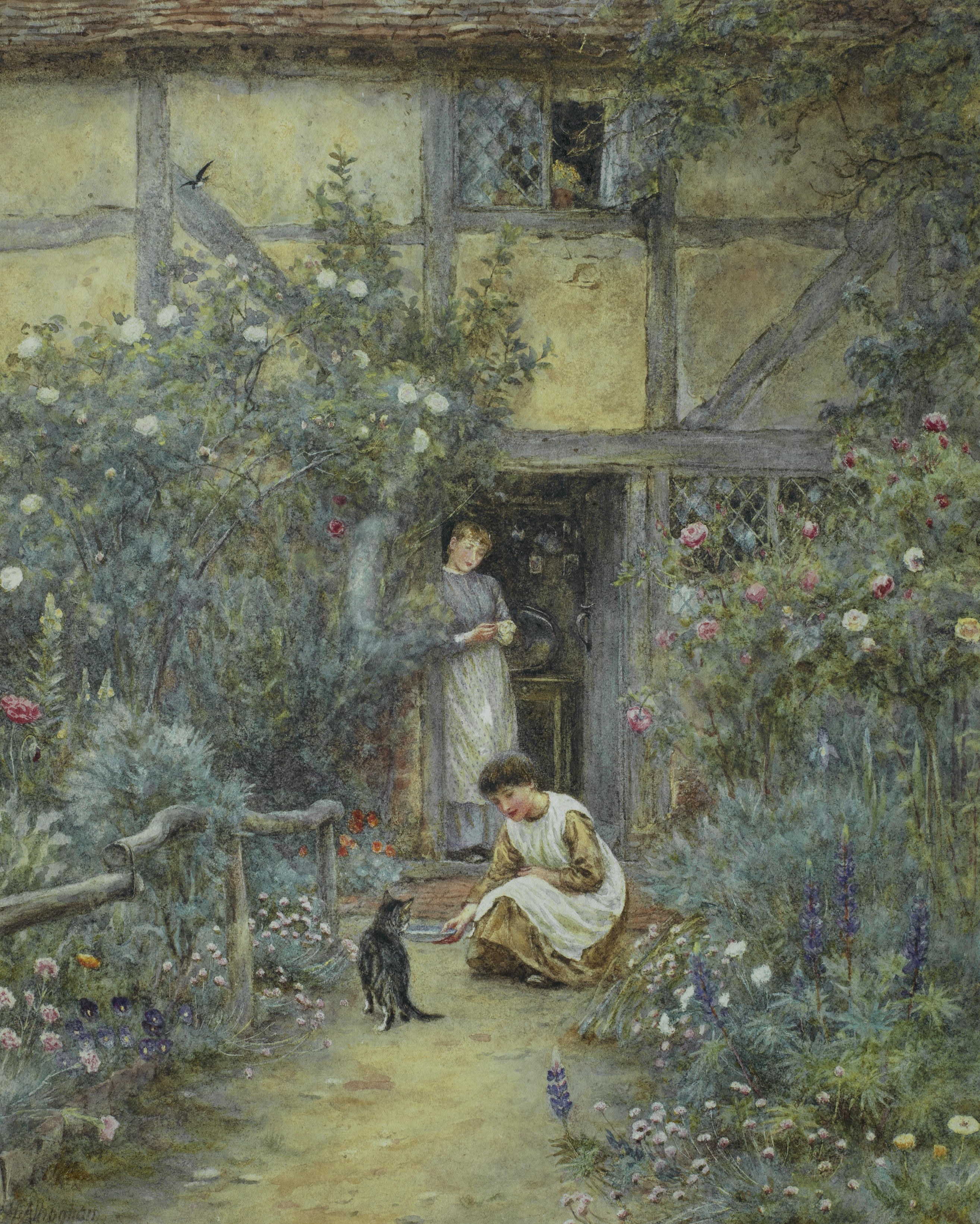
The saucer of milk

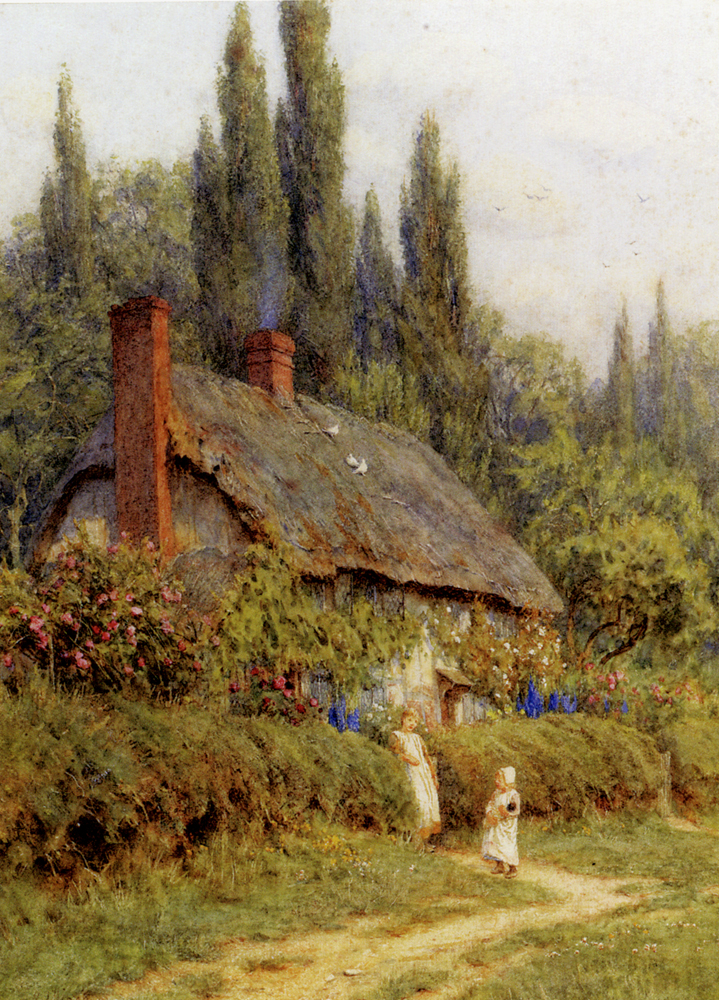
Children On A Path Outside A Thatched Cottage in West Horsley, Surrey

Helen Allingham (geboren als Helen Mary Elizabeth Paterson, Swadlincote, Derbyshire, 26 september 1848 – 28 september 1926) was een Engels beeldend kunstenares, actief als aquarellist en illustrator.
Helen Paterson was een dochter van een plattelandsdokter en de oudste van de zeven kinderen in het gezin. Spoedig na haar geboorte verhuisde het gezin naar Altrincham in Cheshire. In 1862 verloor zij haar vader en een driejarige zus aan difterie, waarna een verhuizing plaatsvond naar Birmingham.
Helen toonde al op jeugdige leeftijd tekentalent, wellicht mede geïnspireerd door het werk van haar grootmoeder Sarah Smith Herford en haar tante Laura Herford. Zij schreef zich in bij de Birmingham School of Design en later bij de "Female School of Art", die onderdeel zou worden van de Londense Royal College of Art. In 1867 werd zij toegelaten tot de opleiding aan de Royal Academy of Arts in navolging van haar tante Laura, die in 1864 de eerste vrouw was die werd toegelaten. Zij gaf haar studie echter op om, ter ondersteuning van haar moeder, aan de slag te kunnen en werk te zoeken als illustrator. Dat lukte, en zij vervaardigde met succes illustraties voor kinderboeken en feuilletons. Zij verkreeg een volledige en goedbetaalde betrekking bij het blad The Graphic. Haar werk verscheen ook in het literaire blad The Cornhill Magazine. In 1874 ontving zij de prestigieuze opdracht om de illustraties te verzorgen bij de in serievorm te publiceren nieuwe roman van Thomas Hardy, Far from the Madding Crowd. Zij schreef zich in voor avondlessen bij de Slade School of Fine Art, waar zij kennismaakte met de illustratrice Kate Greenaway, met wie zij levenslang bevriend zou blijven.
Door de vele nieuwe contacten die zij opdeed in de kunstwereld ontmoette zij de Ierse dichter William Allingham (1824 - 1889), die redacteur was van Fraser's Magazine en nauw bevriend was met onder meer Thomas Carlyle. Hij was bijna twee keer zo oud als zij, maar zij trouwde met hem in 1874. Na haar huwelijk stopte zij met het vervaardigen van illustraties en richtte zij zich, met succes, volledig op de aquarelkunst. Het echtpaar woonde zeven jaar lang in het Londense Chelsea en kreeg drie kinderen, twee jongens en een meisje, die zij ook vereeuwigde in haar werk. In deze periode exposeerde zij meer dan honderd werken.
In 1881 verhuisde het gezin naar Witley in het graafschap Surrey, waar zij inspiratie vond in het landschap en de gebouwen van haar nieuwe omgeving, zowel in Surrey zelf als in de omliggende graafschappen en op het eiland Wight. Het leverde haar bekendste en meest geliefde werken op, die gretig aftrek vonden. Ook vervaardigde zij werk in Venetië en maakte zij diverse portretten.
Toen in 1888 de gezondheid van haar echtgenoot achteruitging verhuisde het gezin terug naar Londen, waar William in 1889 overleed. Zij moest nu opnieuw zelf de kost verdienen voor haar gezin. Door de nog altijd grote populariteit van haar werk slaagde zij hier goed in. In 1890 werd zij als eerste vrouw lid van het gerenommeerde gezelschap van de Royal Watercolour Society. Zij bleef schilderen en exposeren tot haar plotselinge dood op 78-jarige leeftijd.